# Ганнушкина, Ирина Викторовна
Ирина Викторовна Ганнушкина (1929 — 2007) — советский учёный-медик в области патологической физиологии, доктор медицинских наук (1969), профессор (1972), академик РАМН (2004; член-корреспондент с 1991). 

## Биография
Родилась 9 мая 1929 года в Барановичах.
В 1953 году И. В. Ганнушкина закончила педиатрический факультет 2-го Московского медицинского института. С 1953 по 1956 годы обучалась в аспирантуре, после чего защитила кандидатскую диссертацию.
С 1956 по 1962 годы И. В. Ганнушкина — научный сотрудник и старший научный сотрудник, с 1962 года — заведующая лаборатории экспериментальной патологии нервной системы НИИ неврологии Академии медицинских наук СССР, с 1991 года — Российской академии медицинских наук.
В 1969 году И. В. Ганушкина защитила — докторскую диссертацию, в 1972 году ей присвоено звание — профессора. В 1991 году была избрана — член-корреспондентом Академии медицинских наук СССР, в 2004 году — действительным членом Российской академии медицинских наук.
Основные научные труды И. В. Ганнушкиной посвящены закономерностям развития коллатерального кровообращения в мозге и его функциональной ангиоархитектонике. И. В. Ганнушкина исследовала срыв реакции ауторегуляции мозгового кровотока в условиях острого подъема артериального давления, особенности развития отека мозга и повреждения зон смежного кровообращения и других отделов сосудистой системы мозга. Выявила ранее не известную гемодинамичную роль ДНК плазмы крови, длинные фрагменты которые в нормальных условиях способствуют стабилизации потока крови.
Умерла 5 февраля 2007 года в Москве. Похоронена на Долгопрудненском кладбище (Южная территория, участок H84).

## Основные работы
- Ганушкина И. В. Последствия выключения сосудов коры головного мозга  / Акад. мед. наук СССР. - Москва: 1960 г. - 17 с.
- Ганушкина И. В. Функционально-морфологические изменения сосудов мозга в условиях нарушенного кровотока / АМН СССР. - Москва: 1969 г. - 33 с.
- Ганушкина И. В. Коллатеральное кровообращение в мозге / Акад. мед. наук СССР. - Москва : Медицина, 1973 г. - 255 с.
- Ганушкина И. В. Иммунологические аспекты травмы и сосудистых поражений головного мозга / Акад. мед. наук СССР. - Москва : Медицина, 1974 г. - 200 с.
- Ганушкина И. В. Функциональная ангиоархитектоника головного мозга [Текст] / И. В. Ганнушкина, В. П. Шафранова, Т. В. Рясина ; Акад. мед. наук СССР. - Москва : Медицина, 1977 г. - 240 с.
- Ганушкина И. В. Гипертоническая энцефалопатия / И. В. Ганнушкина, Н. В. Лебедева; АМН СССР. - М. : Медицина, 1987 г. - 223 с.
- Ганушкина И. В. Иммунопатология травматической болезни головного мозга / В. И. Горбунов, Л. Б. Лихтерман, И. В. Ганнушкина; Ульян. гос. ун-т и др. - Ульяновск : Изд-во Средневолж. науч. центра, 1996 г. - 527 с. — ISBN 5-7769-0022-0